# Жуан (нголо Матамби)
Жуан (Жоао) I (бл. 1600 — 1670) — 10-й нгола (володар) незалежної держави Ндонго і 6-й нгола держави Матамба в 1669—1670 роках.

## Життєпис
Походив з роду Нголо Каніні, що вів родовід від Кілундже I та його дружини Каніні. Народився близько 1600 року. Дитиною оселився в португальській місті-фортеці Амбака. Тут проникся португальською культурою, прийняв католицтво, взявши ім'я та прізвисько хресного — Жуана Гутерреша де Мораїша, генерал-капітана Португальської Анголи.
Згодом одружився з Барбарою, сестрою Анни I, нголи Ндонго-Матамби. Проте церква не визнала цей шлюб через те, що Жуан Гетерреш був одружений в Амбаці, а його дружина була ще жива.
1663 року Барбара стає правителькою держави. Але проти неї виступив Нзінга Мона. 1665 року він здобув перемогу. Можливо невдовзі шлюб Жуана з Барбарою було розірвано, й Барбара уклала шлюб з військовиком Нзінґою Моною. 1666 року вона померла або була вбита. Жуан Гутерреш втік під владу португальців.
1669 року за підтримки місцевої знаті виступив проти Нзінґа Мони, якого повалив, посівши трон. 1670 року в битві біля Нголоме зазнав поразки й загинув. Трон повернувся до Нзінґи Мони.

## Родина
1. Дружина — невідома.
Діти:
- Джуліанна, дружина Алвареша де Понтеша

2. Дружина — Барбара, нгола Матамби-Ндонго.
Діти: 
- Франсішку (д/н—1681), нгола Матамби-Ндонго в 1680—1681 роках
- Вероніка (д/н—1721), нгола Матамби-Ндонго в 1681—1721 роках